# القحيماء (السبرة)

تعديل مصدري - تعديل

القحيماء محلة تابعة لقرية ادمات، التابعة لعزلة الابروة بمديرية السبرة إحدى مديريات محافظة إب في الجمهورية اليمنية.، بلغ تعداد سكانها 312 حسب تعداد اليمن لعام 2004.